# Syagriusz
Syagriusz, Sjagriusz (ur. 430 – zm. 486 lub 487 r.) – syn rzymskiego namiestnika Egidiusza, wódz (dux) rzymski i  namiestnik Galii, nazywany przez okoliczne plemiona barbarzyńskie królem Rzymian. Występując w imieniu imperium rzymskiego ze swojej siedziby w Soissons kontrolował północną Galię (Państwo Syagriusza) również po odebraniu władzy cesarskiej ostatniemu władcy zachodniorzymskiemu Romulusowi Augustulusowi w 476 r. Do 480 r. sprawował władzę w imieniu Juliusza Neposa, później wschodniorzymskiego cesarza Zenona.
Został pokonany przez Chlodwiga w bitwie pod Soissons w 486 r., a kontrolowane przez niego terytoria zostały wcielone do państwa Franków. Po bitwie pod Soissons schronił się w Tuluzie, na dworze króla Wizygotów Alaryka II. Chlodwig zażądał od Alaryka II wydania go, grożąc w wypadku odmowy wojną. Alaryk uległ groźbie; Syagriusz został wydany Frankom i wkrótce potem stracony.